# Raynald Denoueix
Raynald Denoueix (født 14. maj 1948 i Rouen, Frankrig) er en fransk tidligere fodboldspiller (forsvarer), og senere træner.
Denouiex spillede hele sin aktive karriere, fra 1966 til 1979, hos FC Nantes, hvor han var med til at vinde to franske mesterskaber (1973 og 1977) samt én Coupe de France-titel (1979).
Denouiex havde senere en succesfuld karriere som træner. Han stod først i spidsen for sin gamle klub som aktiv, FC Nantes, som han gjorde til mester i sæsonen 2000-01, hvor han også blev kåret som årets træner i ligaen. Siden overtog han ansvaret i den spanske traditionsklub Real Sociedad. Her var han i sæsonen 2002-03 med til at føre holdet frem til en overraskende andenplads i La Liga efter Real Madrid. Han blev kåret til årets træner i ligaen efterfølgende.

## Titler

### Titler som spiller
Ligue 1
- 1973 og 1977 med Nantes

Coupe de France
- 1979 med Nantes

### Titler som træner
Ligue 1
- 2001 med Nantes